# 도복

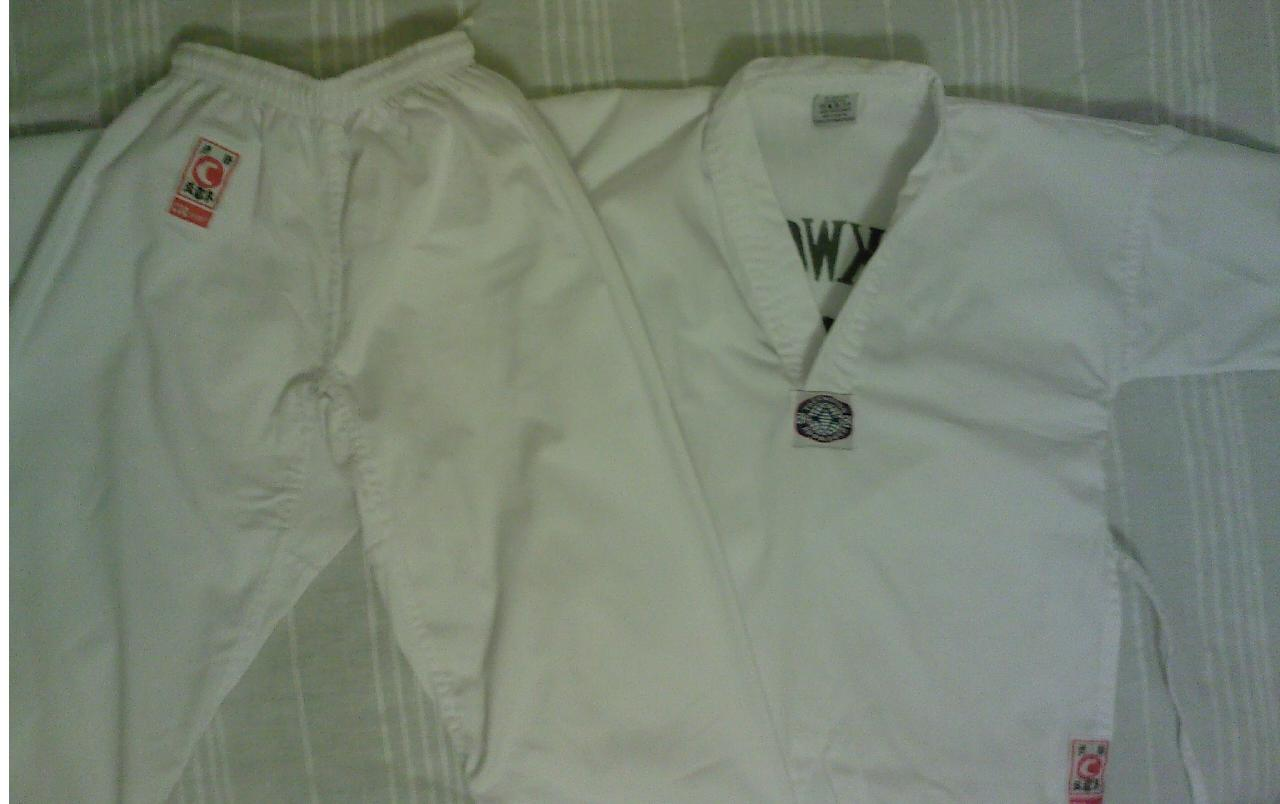
도복

도복(道服)은 무술 시 착용하는 옷을 말한다. 주로 상의와 하의 모두 흰색 천으로 만든다. 태권도와 같은 한국 무술 수련자가 착용하는 유니폼이다. 도복은 유도와 같은 일본 무술에 사용되는 일본 게이코기/도기에서 유래되었다.
도복은 다양한 색상이 있지만 흰색과 검정색이 가장 일반적이다. 도복은 나머지 도복과 다른 색상으로 뒷면이 있을 수 있다. 전통적인 면부터 면-폴리에스테르 혼방까지 다양한 소재로 제작된다.
도복의 바지와 소매는 전통적인 일본 케이코기보다 넓고 길다. 이로 인해 수련생들은 한국 한복을 본뜬 도복을 입는 경우가 많다. 세계태권도연맹식 태권도 수련자들의 도복은 대개 한복의 디자인에 맞춰 제작한 브이넥 재킷을 입는다. 전통 태권도 수련자들은 케이코기와 동일하거나 매우 유사한 도복을 입으며 앞면이 교차된 재킷을 입는 반면, 국제 태권도 연맹 스타일의 태권도 수련자들은 일반적으로 앞면이 수직으로 닫히는 새로운 디자인의 도복을 입는다.
도복 주위에는 띠를 착용한다. 벨트의 색상은 착용자의 계급이나 등급을 나타낸다. 유색 띠는 급 소지자가 착용하는 것이며, 검은색 벨트는 단 소지자가 착용하는 것이 일반적이다. 벨트 색상의 순서는 학교마다 다를 수 있다. 가장 일반적으로 첫 번째 벨트는 흰색 벨트이다. 다른 색상은 일반적으로 노란색, 주황색, 녹색, 파란색, 보라색, 빨간색, 갈색, 검정색 순이다. 일부 학교에서는 빨간색 대신 갈색, 검은색 대신 빨간색 등 다른 색상을 사용한다. 일부는 또한 띠 중앙의 길이를 따라 줄무늬가 있다.
검도와 같은 한국 검술 수련자들은 일반적으로 검도나 야술을 위한 일본의 하카마와 비슷한 치마바지라고 불리는 더 넓은 바지를 입는다.